# 어대진역
어대진역(漁大津驛)은 조선민주주의인민공화국 함경북도 어랑군에 위치한 평라선의 철도역이다.

## 연혁
- 1924년 10월 11일: 용평역(龍坪驛)으로 영업 개시[1]
- 1935년 11월 1일: 어대진역으로 개칭